# Ambalarea alimentelor

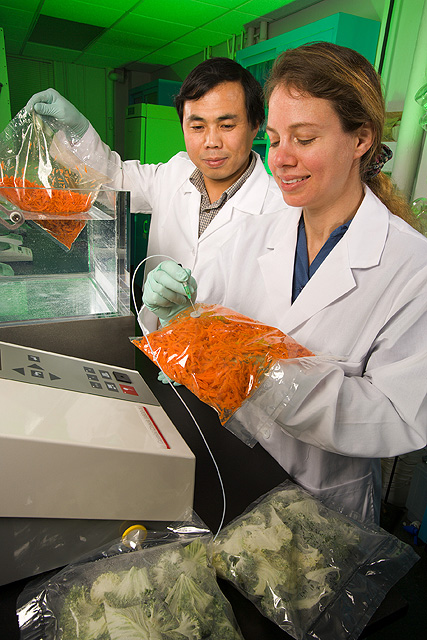
Testarea atmosferei modificate într-o pungă de plastic cu morcovi

Ambalarea alimentelor este un sistem de ambalare special conceput pentru alimente și reprezintă unul dintre cele mai importante aspecte ale proceselor din industria alimentară, deoarece oferă protecție împotriva modificărilor chimice, biologice și fizice.  Scopul principal al ambalajelor alimentare este de a oferi un mijloc practic de protecție și livrare a produselor alimentare la un cost rezonabil, satisfăcând în același timp nevoile și așteptările atât ale consumatorilor, cât și ale industriilor.  În plus, tendințele actuale precum sustenabilitatea, reducerea impactului asupra mediului și extinderea termenului de valabilitate au devenit treptat printre cele mai importante aspecte în proiectarea unui sistem de ambalare. 

## Istoric
Ambalarea produselor alimentare a cunoscut o amplă transformare în utilizarea și aplicarea tehnologiei de la epoca de piatră până la revoluția industrială :

7000 î.Hr.: Utilizarea ceramicii și a sticlei care au cunoscut industrializarea în jurul anului 1500 î.Hr. 

Anii 1700: Prima producție manufacturieră de tablă a fost introdusă în Anglia (1699) și în Franța (1720). Ulterior, marina olandeză începe să folosească astfel de ambalaje pentru a prelungi conservarea produselor alimentare. 

1804: Nicolas Appert, ca răspuns la întrebările privind extinderea duratei de valabilitate a alimentelor pentru armata franceză, a folosit flacoane de sticlă împreună cu tratamentul termic al alimentelor. Sticla a fost înlocuită cu cutii metalice în acest scop.  Cu toate acestea, există încă o dezbatere continuă cu privire la cine a introdus pentru prima dată utilizarea conservelor de tablă ca ambalaj pentru alimente. 

1870: A fost lansată utilizarea cartonului și au fost brevetate materialele din carton ondulat. 
Anii 1880: Primele cereale ambalate într-o cutie pliabilă de  către Quaker Oats. 
Anii 1890: Capacul metalic pentru flacoanele de sticlă a fost brevetat de William Painter. 
Anii 1950: Sistemul bag-in-box a fost inventat de chimistul american William R. Scholle – inițial pentru lichide acide, dar utilizat curând și pentru lichide alimentare.

Anii 1960: Dezvoltarea în SUA a cutiilor de metal ambutisate din două piese, împreună cu deschizătorul cu inel de tragere și ambalajul de carton Tetra Brik Aseptic. 

Anii 1970: Sistemul de coduri de bare a fost introdus în industria de vânzare cu amănuntul și de producție. A fost introdusă tehnologia de turnare prin suflare a sticlelor din plastic PET, care este utilizată pe scară largă în industria băuturilor. 

Anii 1990: aplicarea  imprimării digitale pe ambalajele alimentare a fost adoptată pe scară largă.

Ambalajele din plastic au fost utilizate inițial în timpul celui de-al Doilea Război Mondial, chiar dacă materialele folosite la fabricarea lor (cum ar fi nitratul de celuloză, stirenul și clorura de vinil) au fost descoperite în anii 1800. 
Ambalarea și etichetarea ambalajului au mai multe obiective:
- Protecție fizică - Alimentele conținute în ambalaj pot necesita protecție împotriva șocurilor, vibrațiilor, compresiei, temperaturii, bacteriilor etc.
- Barieră de protecție - Adesea este necesară o barieră împotriva oxigenului, vaporilor de apă, prafului etc. Permeabilitatea este un factor critic în proiectare. Menținerea conținutului curat, proaspăt și sigur pe durata de valabilitate prevăzută este o funcție principală. În unele ambalaje alimentare  se mențin, de asemenea, atmosfere modificate sau atmosfere controlate. Unele ambalaje conțin desicanți, absorbanți de oxigen sau absorbanți de etilenă pentru a ajuta la prelungirea termenului de valabilitate.
- Protejare sau grupare - Articolele mici sunt de obicei grupate într-un singur ambalaj pentru a permite o manipulare eficientă. Lichidele, pulberile și materialele granulare trebuie protejate de pierderi de materiale.
- Transmiterea informațiilor - Ambalajele și etichetele comunică modul de utilizare, transport, reciclare sau eliminare a ambalajului sau a produsului. Unele tipuri de informații sunt solicitate de către instituții de stat.
- Marketing - Ambalajele și etichetele pot fi folosite de agenți de marketing pentru a încuraja potențialii cumpărători să achiziționeze produsul. Prezentările alimentare plăcute din punct de vedere estetic și atrăgătoare pentru ochi pot încuraja oamenii să ia în considerare conținutul. Designul ambalajului a fost un fenomen important și în continuă evoluție de câteva decenii. Comunicările de marketing și designul grafic sunt aplicate pe suprafața ambalajului și (în multe cazuri) și pe afișajul punctului de vânzare . Culoarea ambalajului joacă un rol semnificativ în crearea emoțiilor care conving consumatorul să facă achiziția. [14]
- Securitate - Ambalajul poate juca un rol important în reducerea riscurilor de securitate ale transportului. Ambalajele pot fi realizate cu o rezistență îmbunătățită la sabotaj pentru a descuraja falsificarea sau contaminarea și pot avea, de asemenea, caracteristici de evidențiere a desfacerii  pentru a ajuta la indicarea acestora. Ambalajele pot fi proiectate pentru a ajuta la reducerea riscurilor de sustragere din ambalaje ; unele tipuri de ambalaje sunt mai rezistente la sustragere, iar unele au sigilii care indică sustragerea. Ambalajele pot include sigilii de autentificare pentru a indica faptul că ambalajul și conținutul nu sunt contrafăcute . Ambalajele  pot include, de asemenea, dispozitive antifurt, cum ar fi dispozitivele anti-furt cu vopsea, sistemele de urmărire cu frecvente radio  RFID sau dispozitive electronice de supraveghere a articolelor, care pot fi activate sau detectate de dispozitive la punctele de ieșire și necesită instrumente specializate pentru dezactivare. Utilizarea ambalajelor în acest mod este un mijloc de prevenire a pierderilor în vânzarea cu amănuntul.
- Confort la folosire - Ambalajele pot avea caracteristici care adaugă confort în distribuție, manipulare, stivuire, afișare, vânzare, deschidere, reînchidere, utilizare și reutilizare.
- Controlul porțiilor - Ambalajul cu o singură porție are o cantitate precisă de conținut pentru a controla utilizarea. Mărfurile în vrac (cum ar fi sarea) pot fi împărțite în pachete care au o dimensiune mai potrivită pentru gospodăriile individuale. De asemenea, ajută la controlul inventarului: vânzarea sticlelor sigilate de lapte de un litru, în loc să-i pună pe oameni să-și aducă propriile sticle pentru a le umple singuri.

## Tipuri
Designul ambalajelor poate varia în mare măsură în funcție de funcția pe care o îndeplinesc diferitele tipuri de ambalaje și recipiente și în funcție de produsele alimentare și de funcția acestora, cum ar fi:
| Ambalare                  | Tip      | Alimente | Materiale                                          |
| ------------------------- | -------- | --- | -------------------------------------------------- |
| Ambalare aseptică         | Primar   | Ouă întregi sau produse lactate lichide                                                                               | Polimeri, ambalaje multistrat                      |
| Tăvi                      | Primar   | Porție de pește, carne, fructe, legume, dulciuri și mâncăruri semi-preparate                                          | Polimeri, cartoane, biopolimeri                    |
| Pungi                     | Primar   | Chipsuri de cartofi, mere, fructe uscate, orez, gustări                                                               | Polimeri metalizați, polimeri, ambalaje multistrat |
| Cutii de conserve         | Primar   | Conserve de supă de roșii, fasole, porumb, somon, ton și creveți                                                      | Aluminiu, tablă, oțel inoxidabil                   |
| Cutii de carton           | Primar   | Cutii cu ouă, lapte și suc de fructe                                                                                  | Ambalaj multistrat, hârtie cu strat de acoperire   |
| Ambalaj flexibil          | Primar   | Salată la pungă, chipsuri de cartofi, dulciuri și bomboane                                                            | Polimer, biopolimer                                |
| Cutii                     | Secundar | cutie de carton cu cereale, pizza congelata                                                                           | Cartoane                                           |
| Paleti                    | Terţiar  | O serie de cutii pe un singur palet folosit pentru transportul de la fabrica de productie la un centru de distributie | Carton ondulat, palet din lemn                     |
| Ambalaje pentru înfoliere | Terţiar  | Folosit pentru a înfolia cutiile pe palet pentru transport                                                            | Polimer, ambalaj multistrat                        |

Deoarece aproape toate produsele alimentare sunt ambalate într-un anumit mod, ambalarea alimentelor este atât fundamentală, cât și omniprezentă.  În plus, permițând crearea și standardizarea mărcilor, oferă posibilitatea de a realiza publicitate semnificativă, distribuție extinsă și comercializare în masă.  Prin urmare, trebuie făcută o distincție între diferitele tipuri (sau niveluri) de ambalaje.

### Ambalaj primar
Ambalajul primar este în contact direct cu produsele alimentare, creând spațiul ideal pentru acestea, oferind în același timp protecție împotriva alterării externe. În plus, ambalajul primar, cunoscut și sub denumirea de ambalaje de vânzare cu amănuntul sau unități de consum, este responsabil pentru aspectele de marketing ale ambalajelor alimentare.  De obicei, materialele de ambalare utilizate la nivelul primar includ cutii de carton, tăvi de plastic, flacoane de sticlă și structură multistratificată ( Tetra Pak ).

### Ambalaj secundar
Ambalajul secundar conține un număr de ambalaje primare într-o singură cutie, realizate de obicei din carton ondulat . Astfel, nivelul secundar este un transportator fizic de distribuție pentru ambalajele primare, fiind mai ușor de manevrat în timpul transportului. Ocazional poate fi folosit ca ajutor în magazinele de vânzare cu amănuntul sau în  supermarket pentru afișarea bunurilor de bază. 

### Ambalaj terțiar
Ambalajul cel mai exterior, cunoscut sub numele de ambalaj terțiar, facilitează manipularea, depozitarea și distribuirea atât a ambalajelor primare, cât și a celor secundare în vrac în condiții de siguranță, asigurând o protecție suplimentară a produsului, creând în același timp o modalitate ușoară de a transporta cantități mari de materiale. Cel mai cunoscut tip de ambalaj terțiar cuprinde un palet înfoliat cu cutii din carton ondulat. 

### Galerie foto

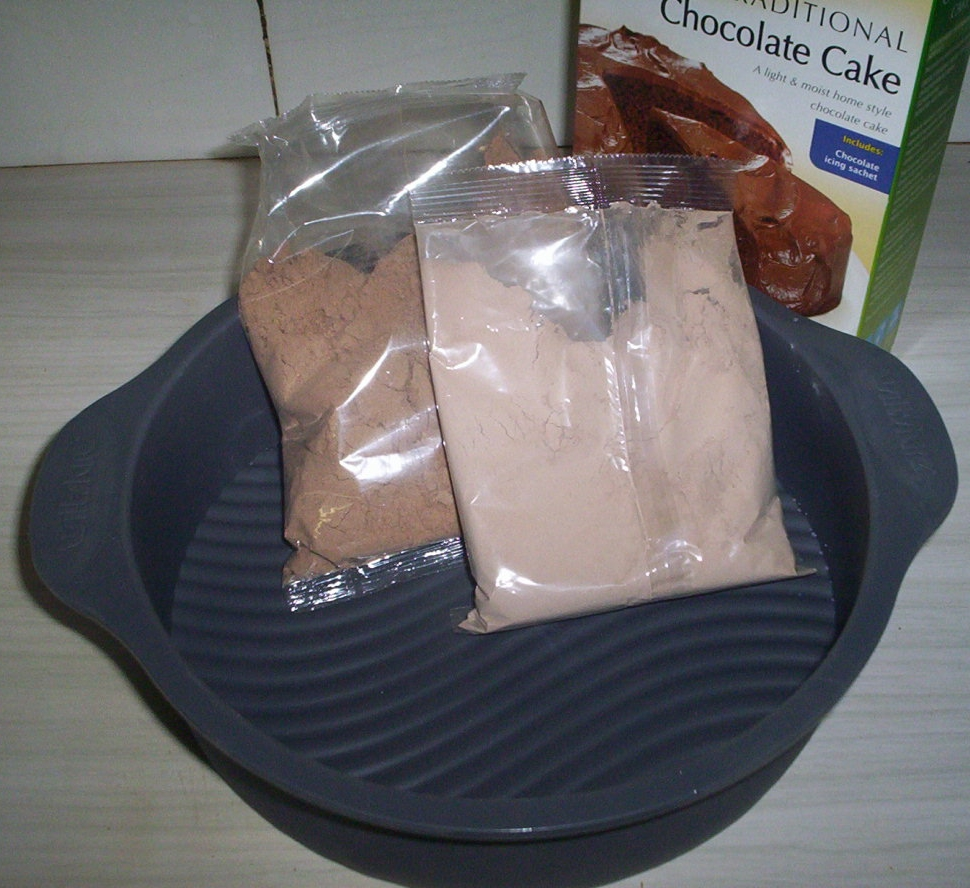
Amestec pentru prăjituri în pungă
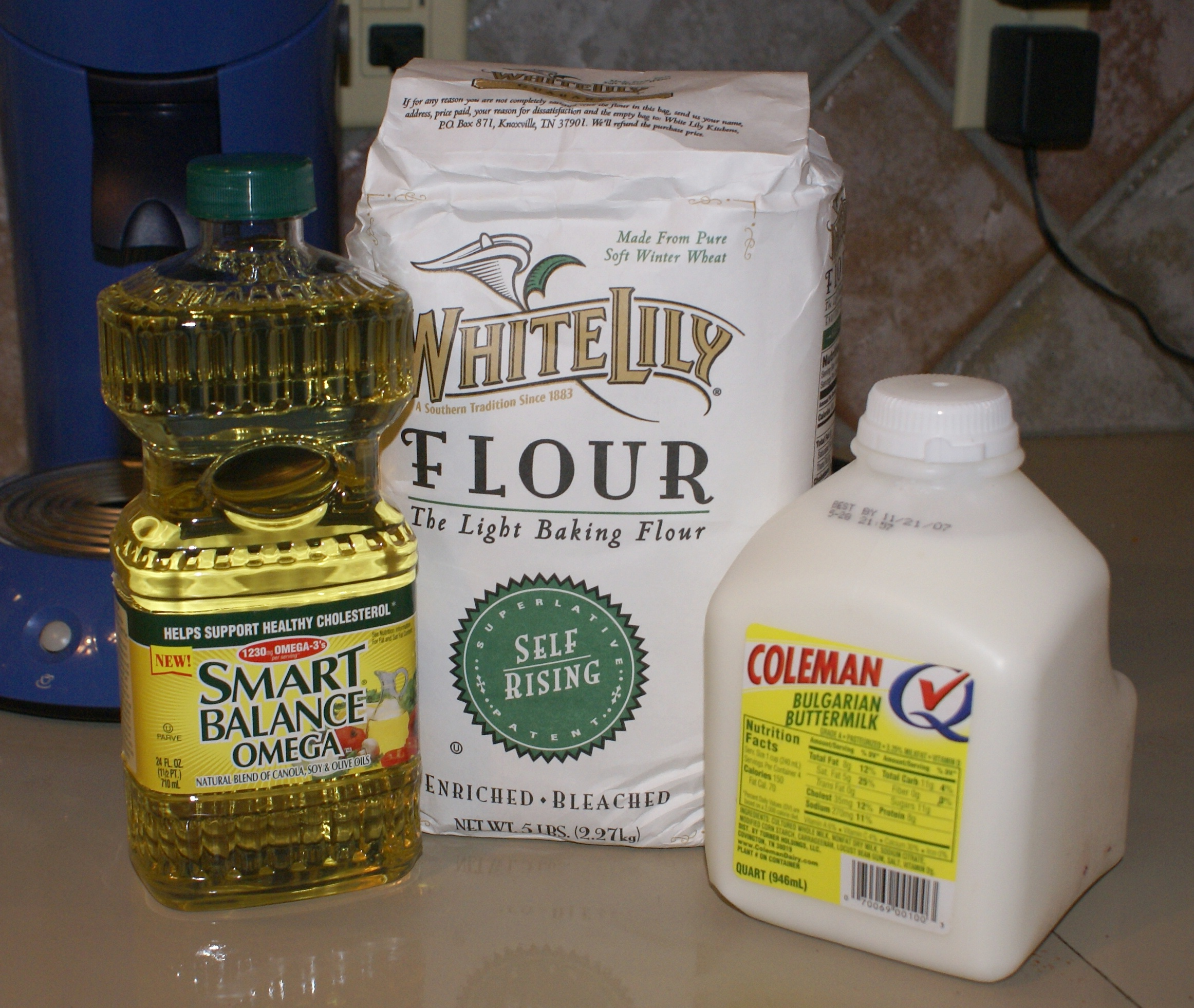
Componente biscuiți:flacoane de plastic,pungă de hârtie
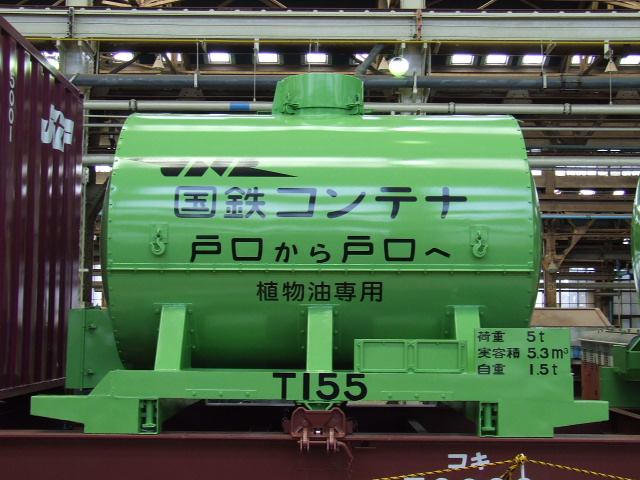
Recipient pentru ulei vegetal în vrac
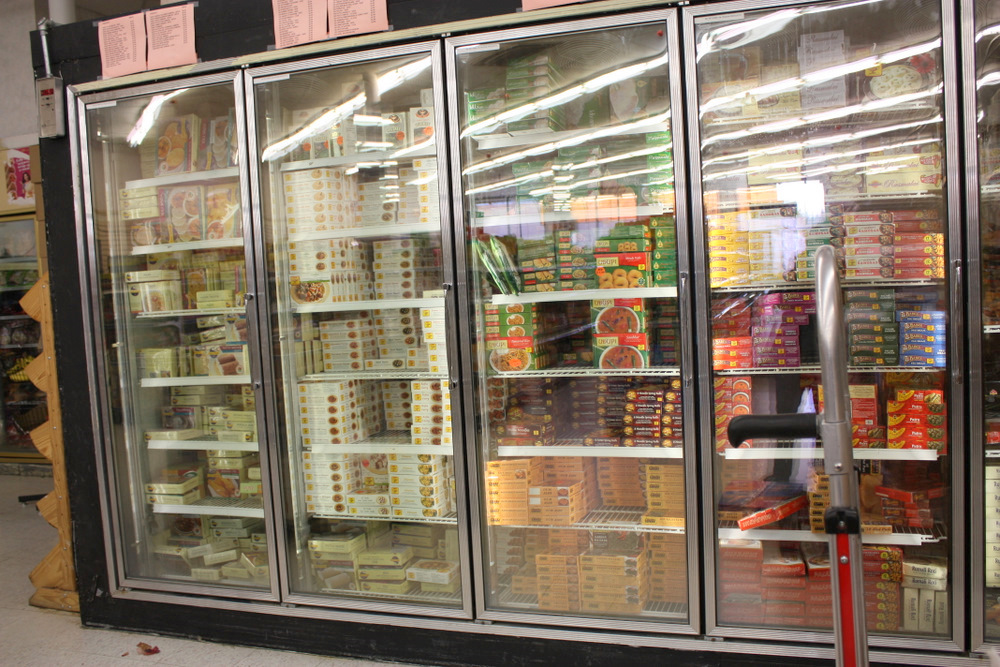
Congelator pentru alimente procesate congelate în supermarket
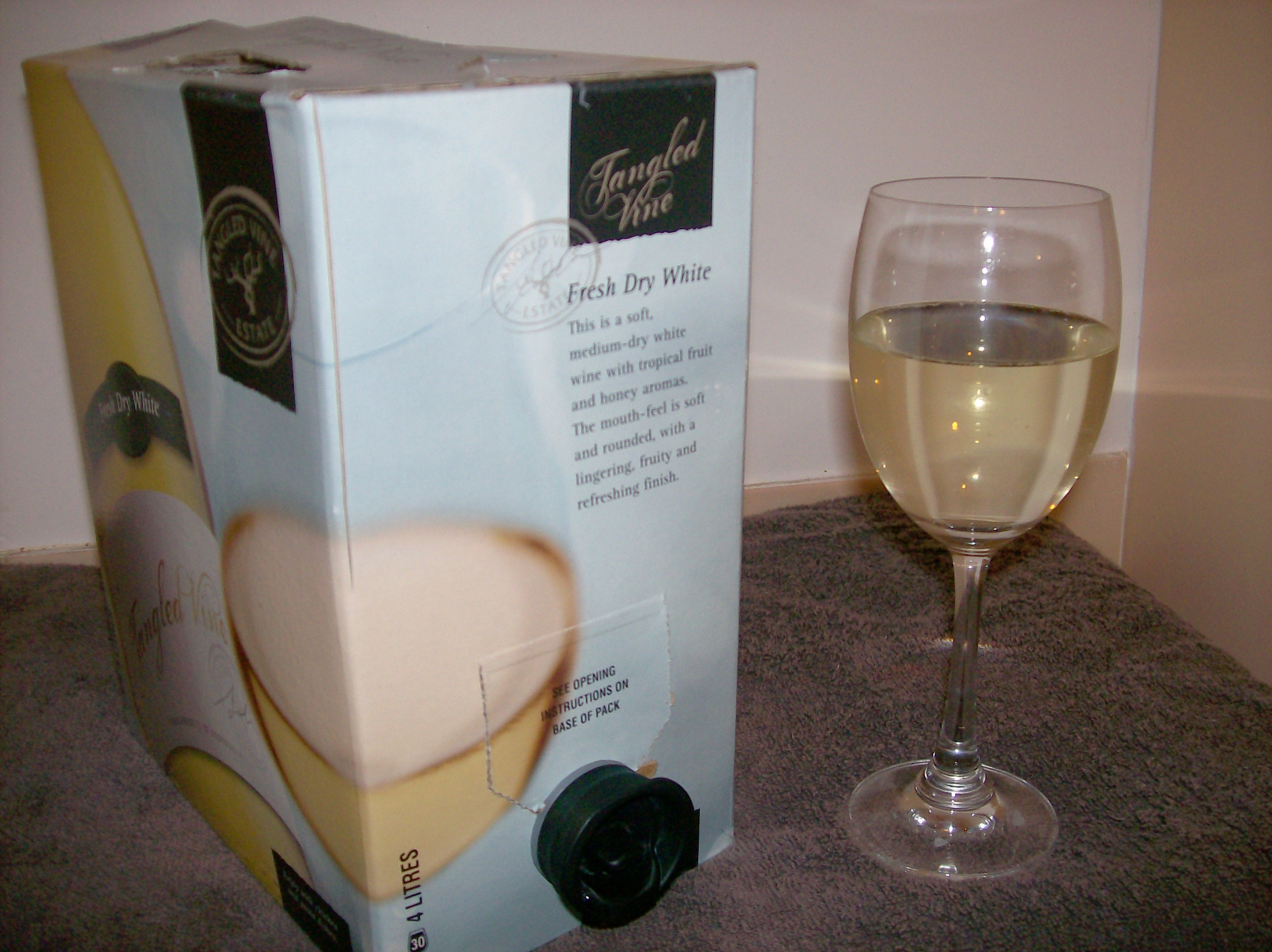
Bag in box ; cutie vin
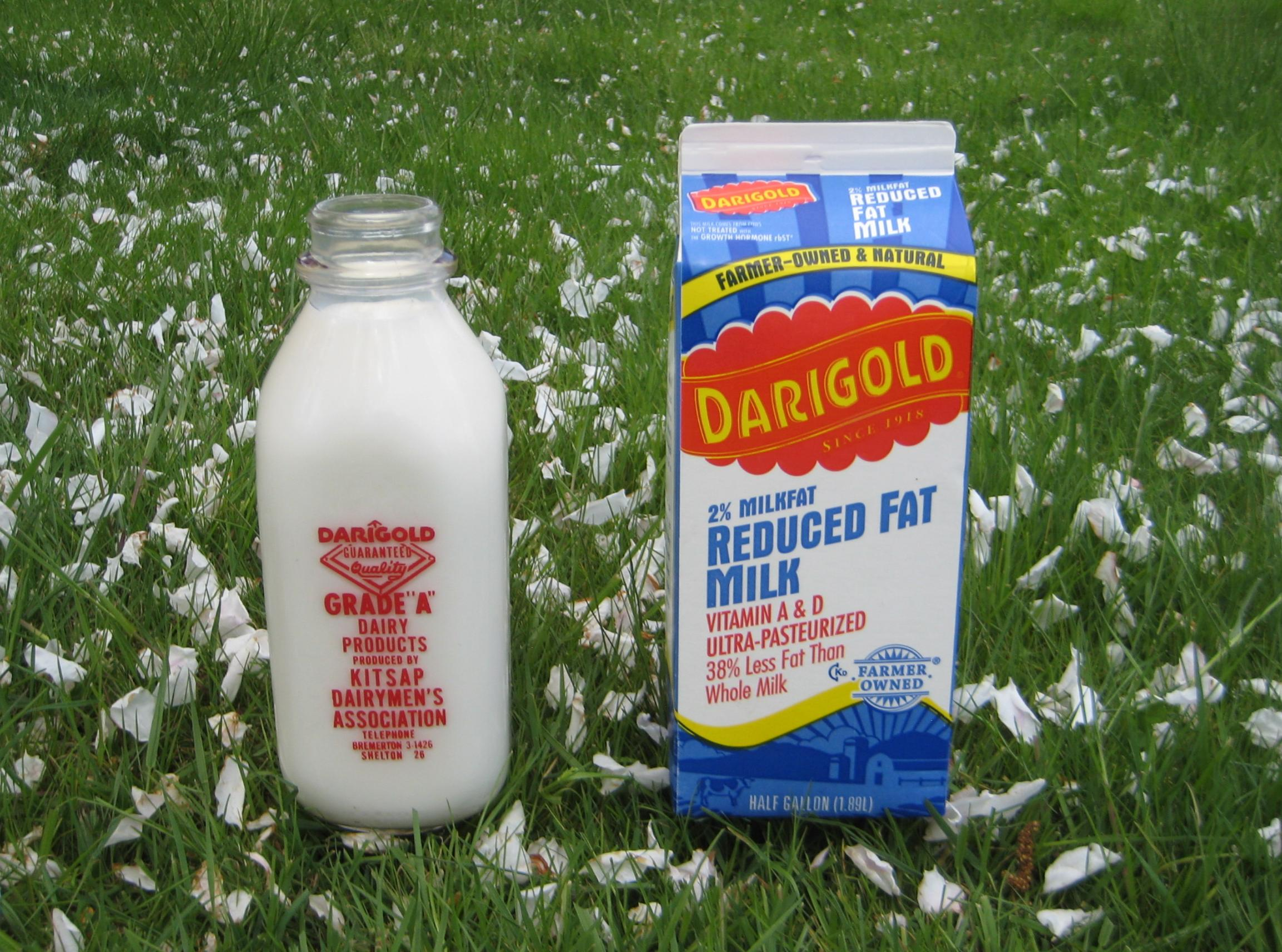
Sticlă de lapte și cutie de lapte din carton
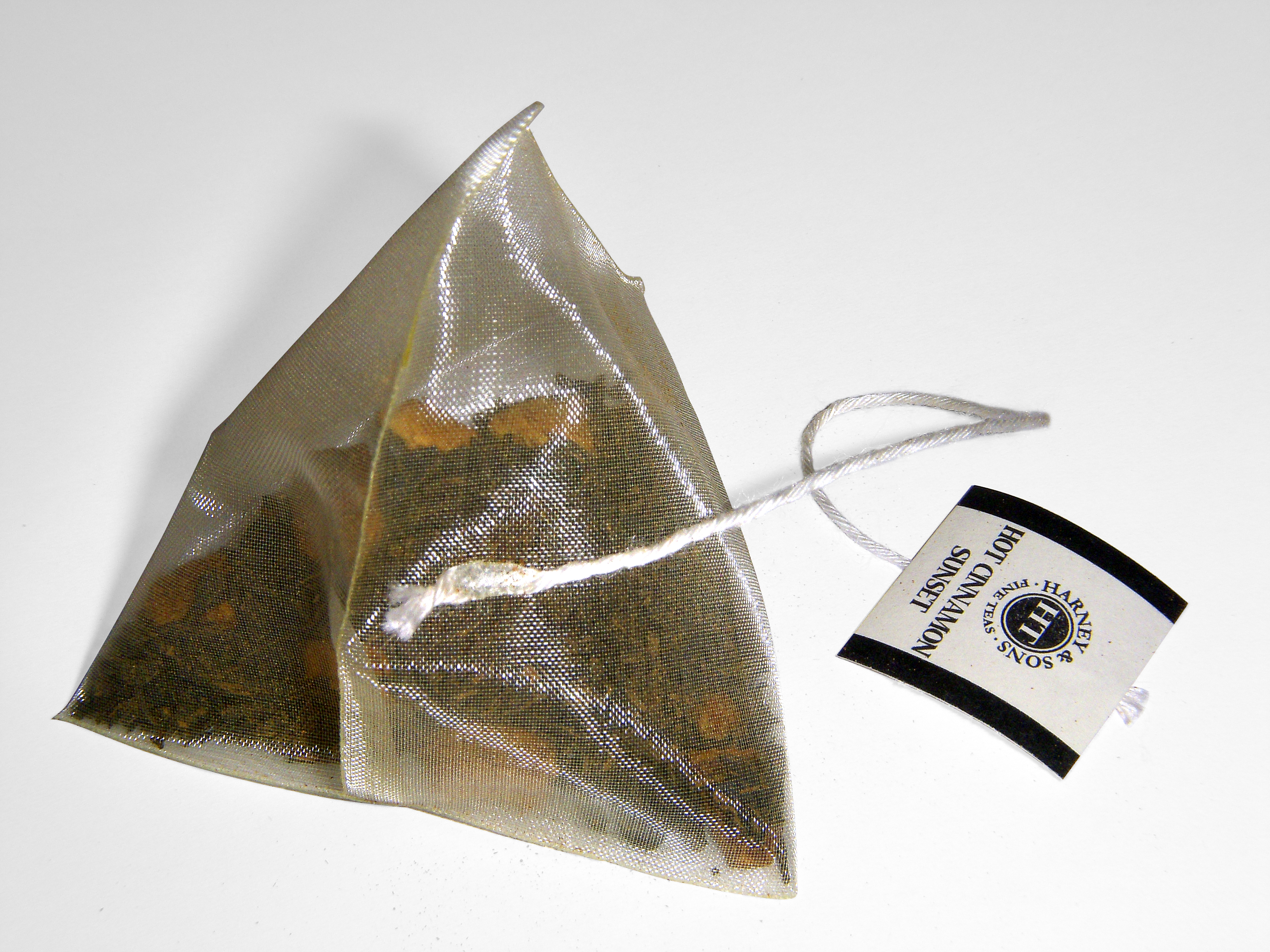
Pliculeț de ceai din mătase
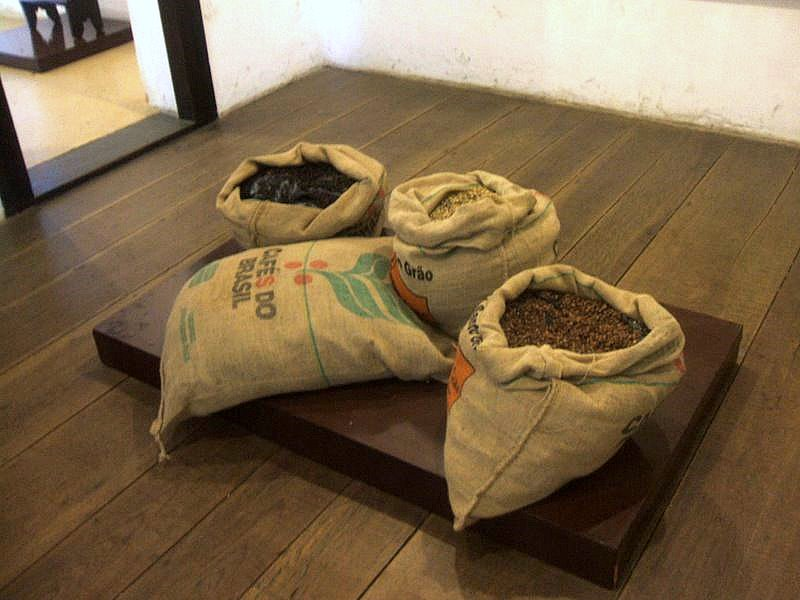
Boabe de cafea în saci de pânză, saci de iută
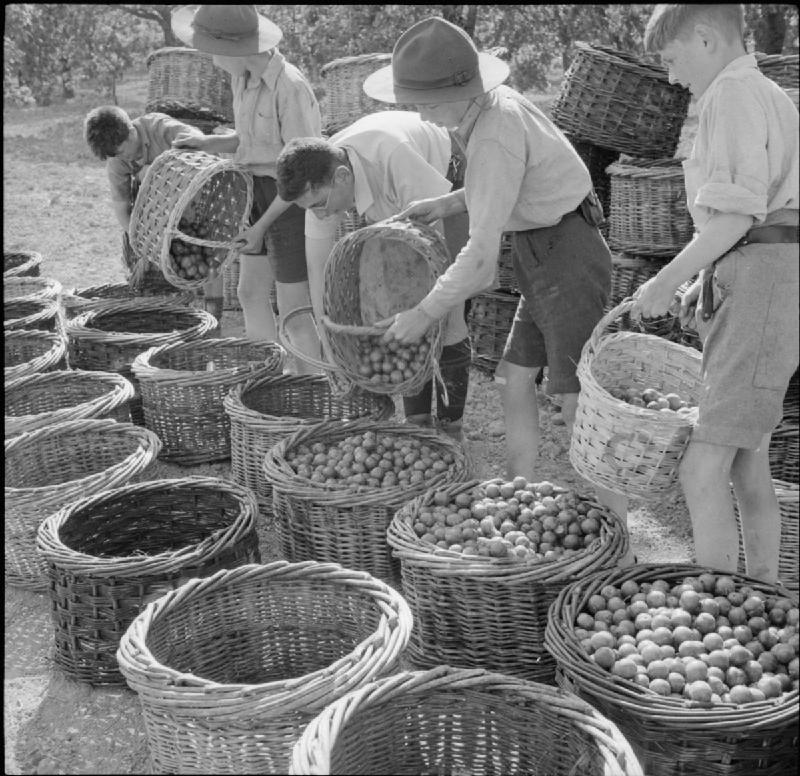
Coșuri de nuiele cu fructe
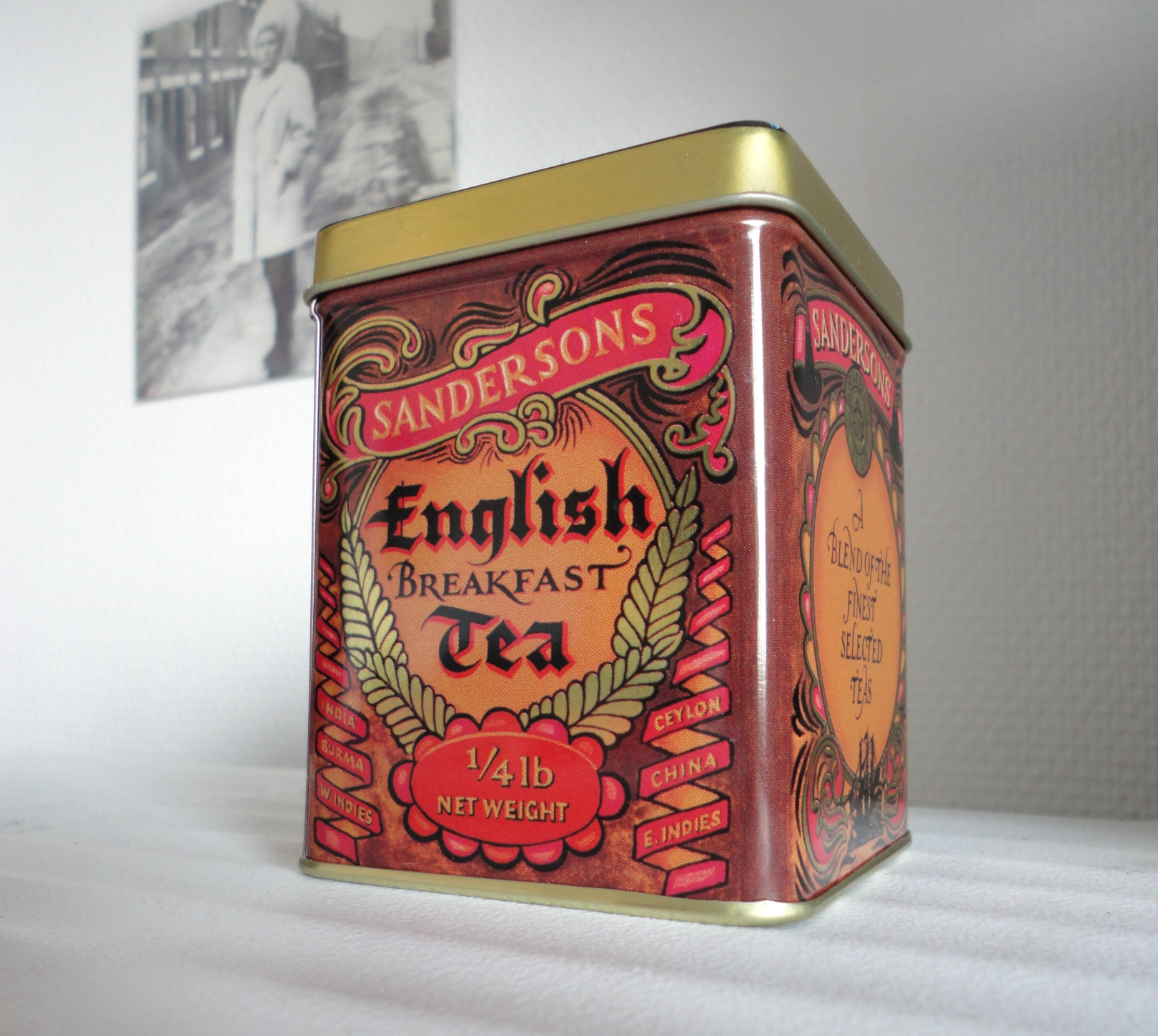
Cutie metalică de ceai, cutie cu capac detașabil
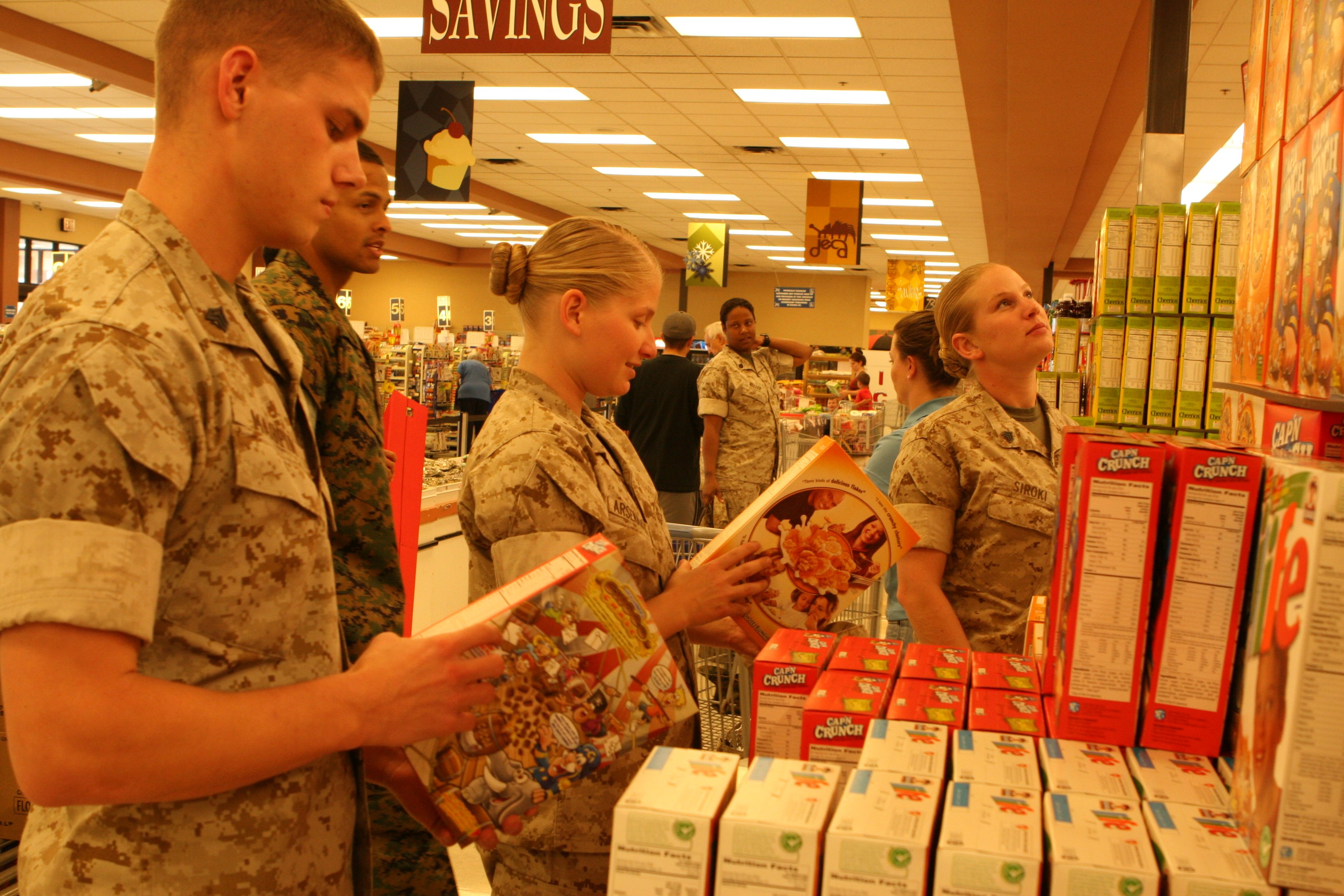
Cutii pliabile de cereale
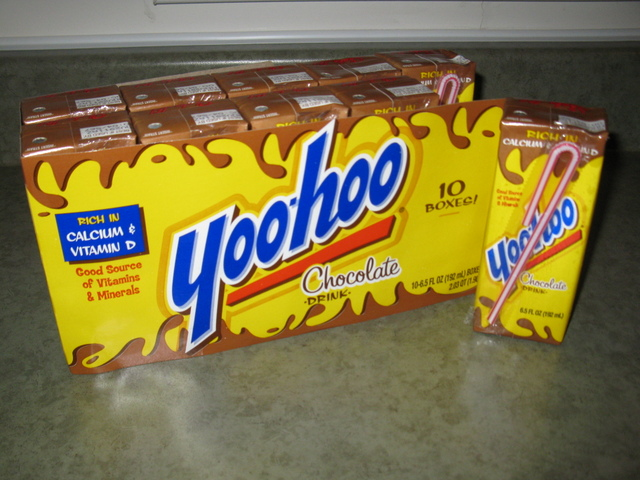
Cutii cu băuturi
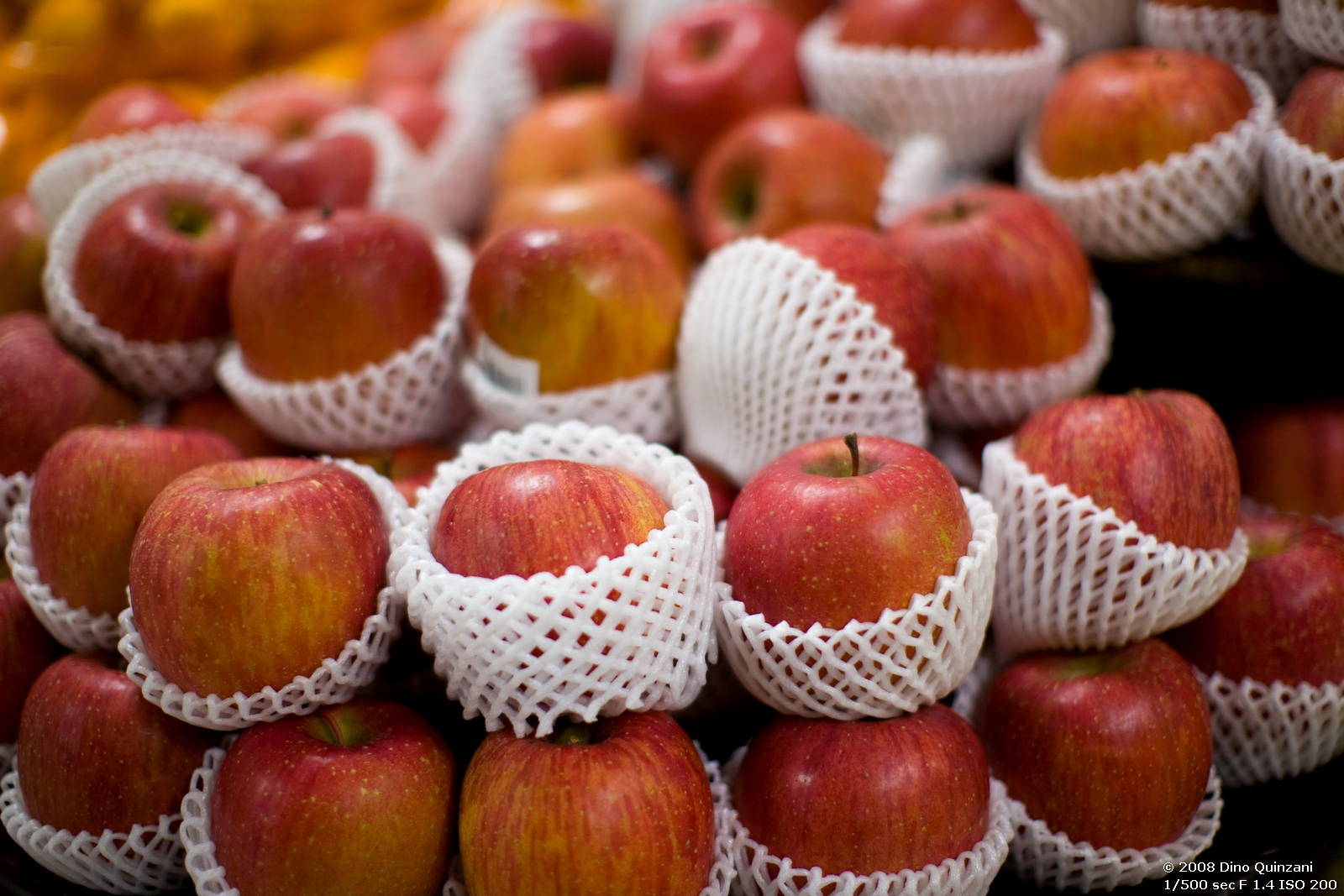
Mere ambalate
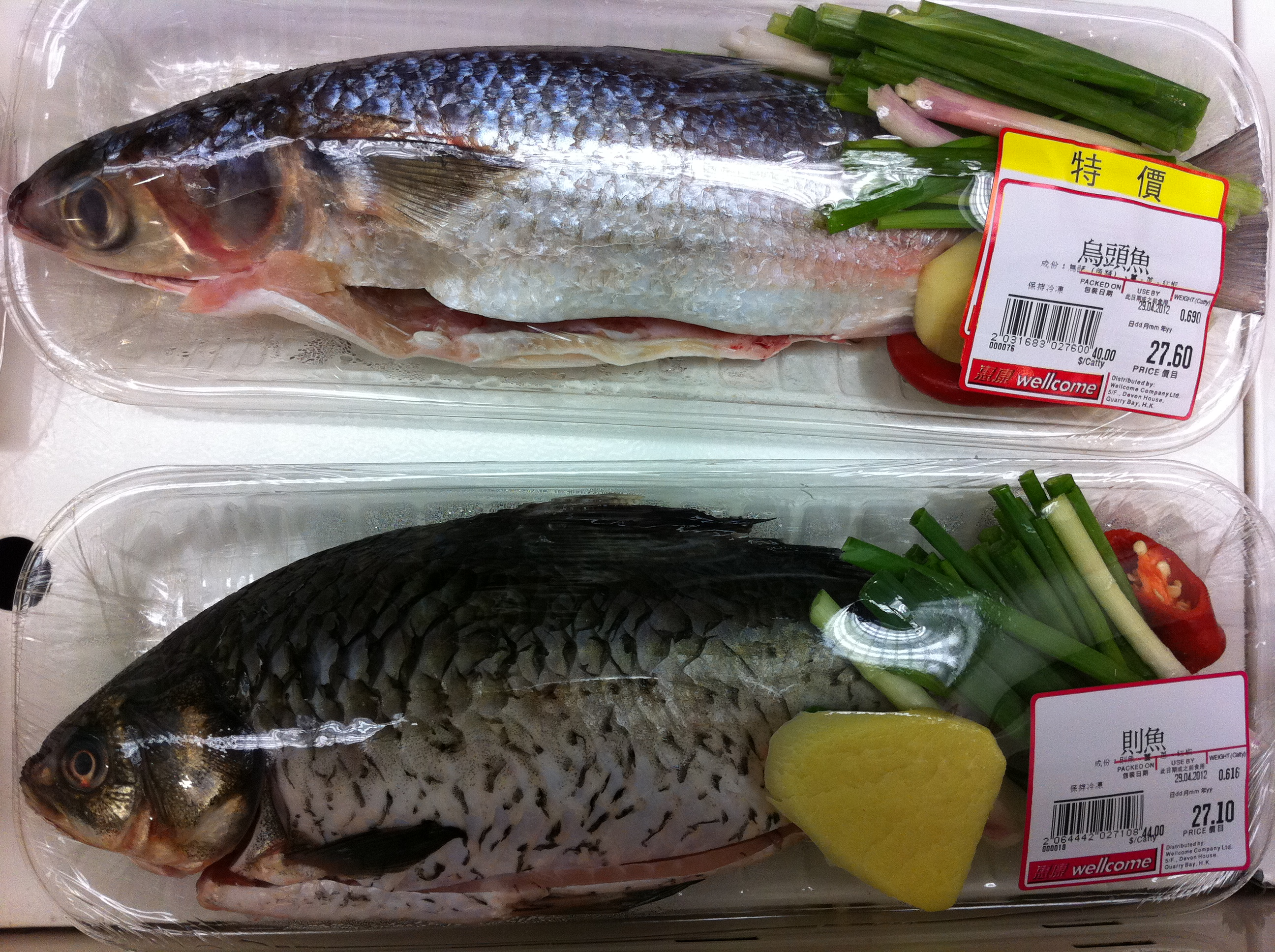
Pește proaspăt în tavă din plastic împachetată în folie termocontractibilă
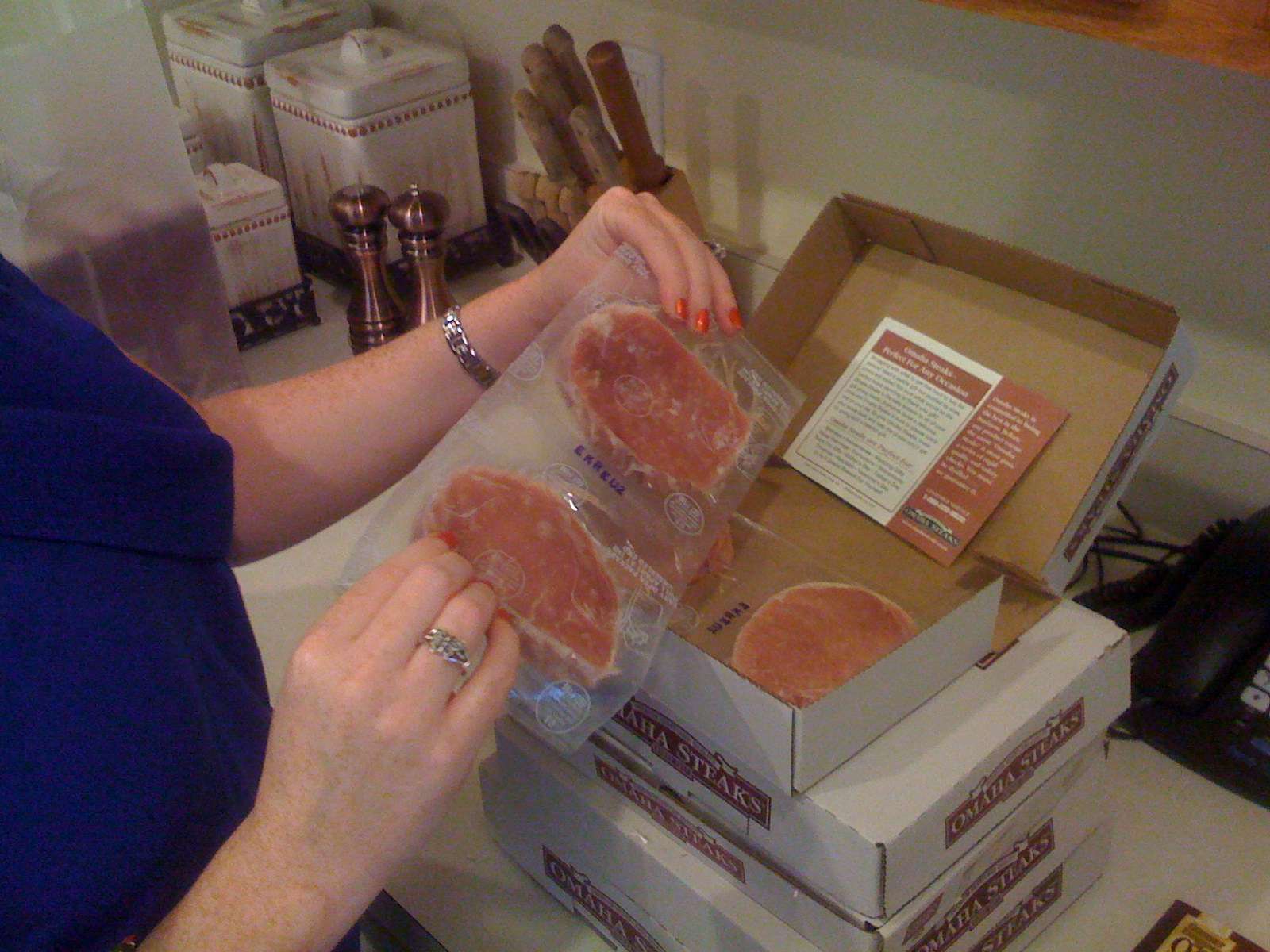
Carne de porc congelată împachetată în folie termocontractibilă
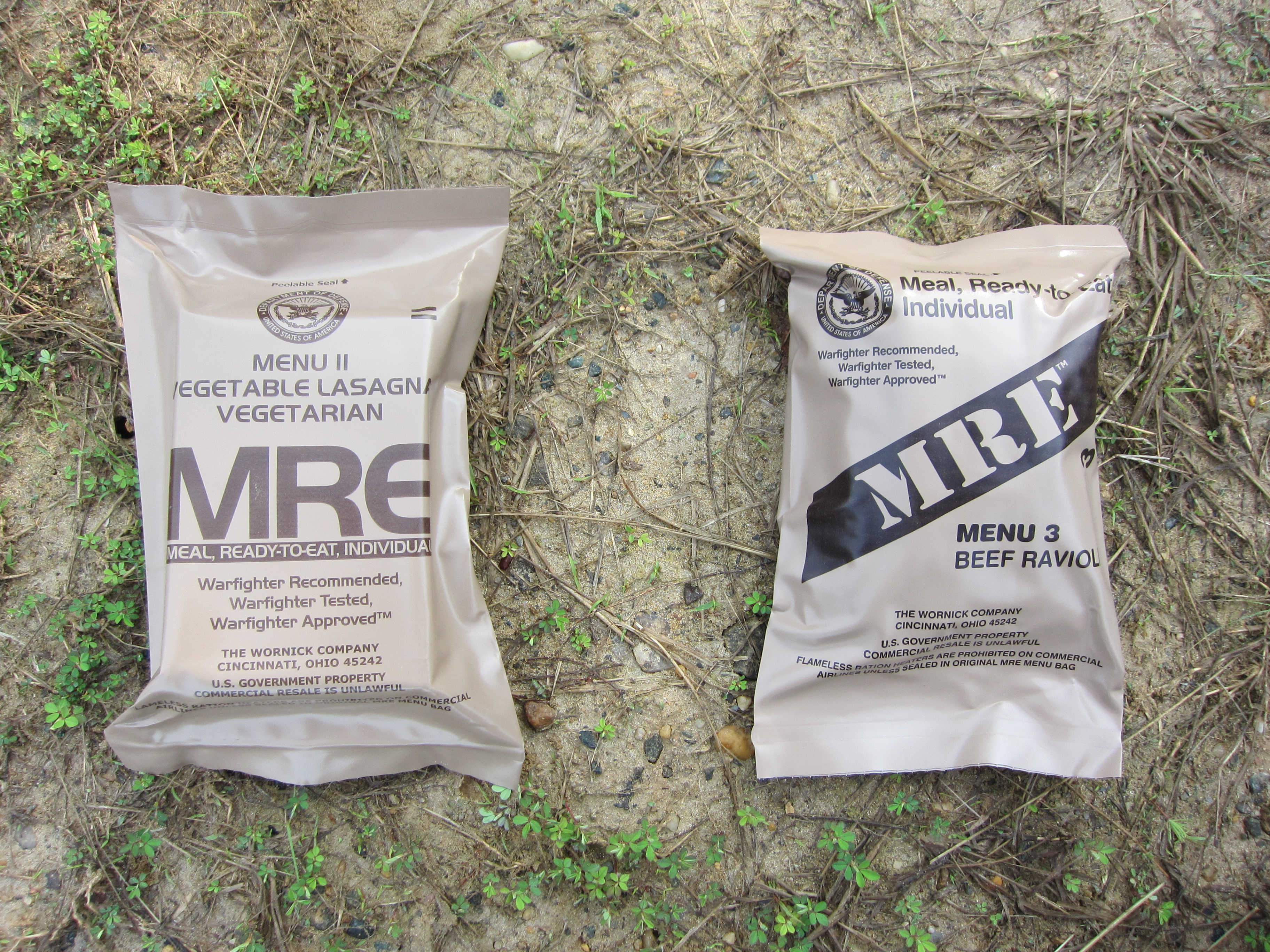
O pereche de rații de mâncare, gata de consum (MRE, Meal Ready-to-Eat) ambalate în pungi de retortă
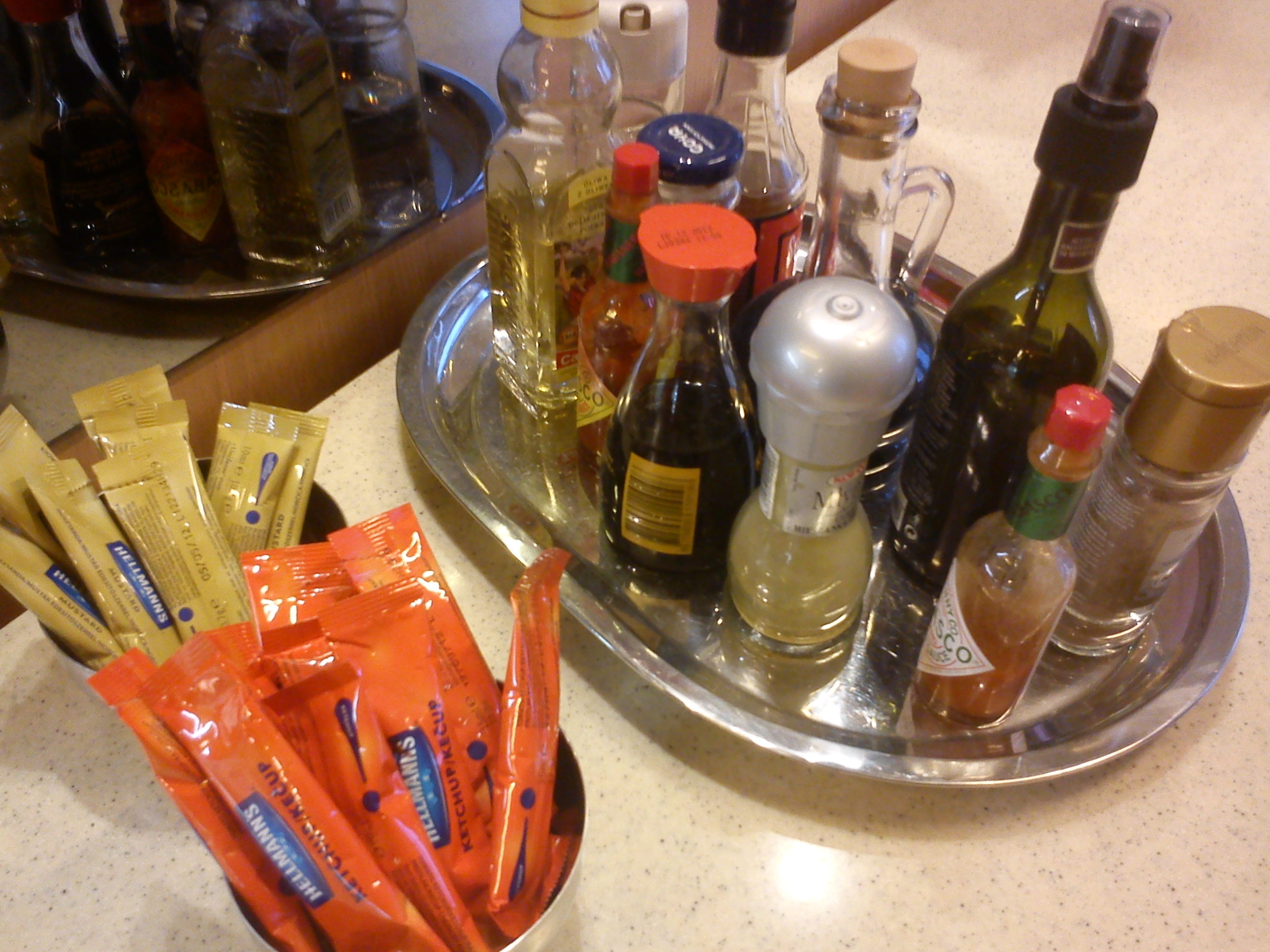
Condimente și mirodenii
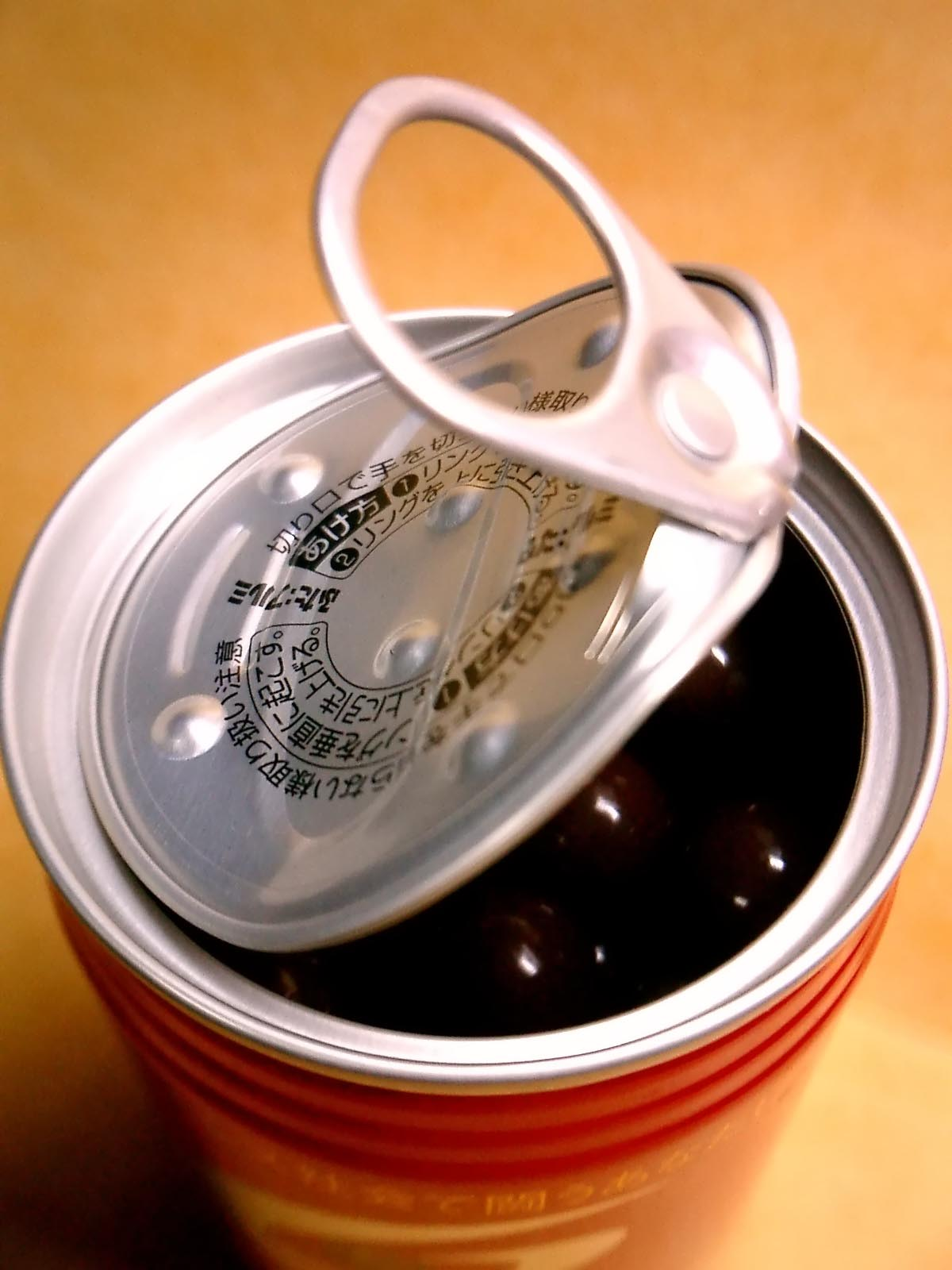
Cutie din aluminiu cu deschidere ușoară, deschidere capac complet prin tragere
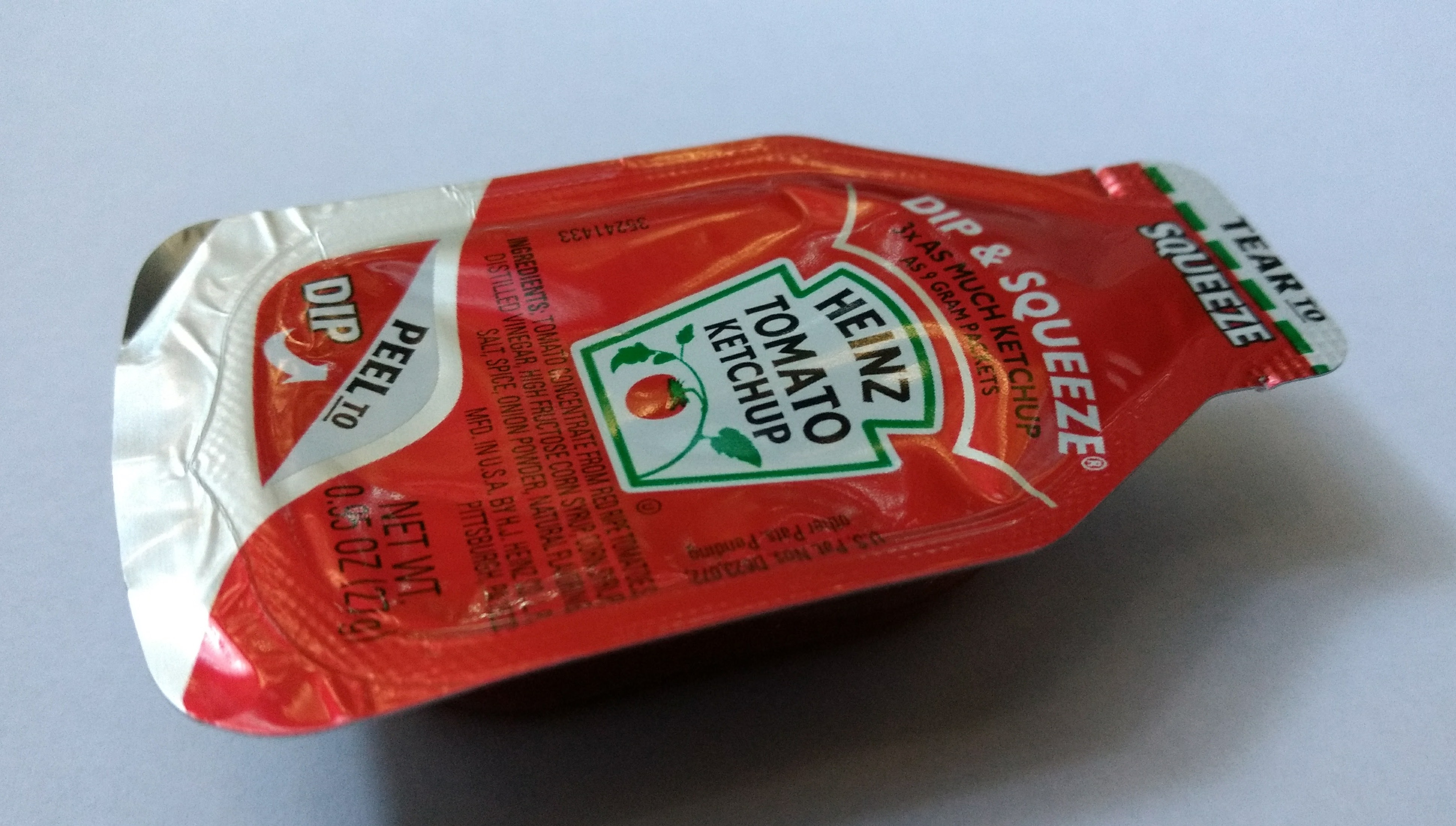
Un recipient pentru ketchup Dip & Squeeze

## Mașini de ambalat
Alegerea utilajelor de ambalare necesită luarea în considerare a capacităților tehnice, a cerințelor privind forța de muncă, a siguranței lucrătorilor, a mentenabilității, a capacității de întreținere, a fiabilității, a capacității de integrare în linia de ambalare, a costului de capital, a spațiului, a flexibilității (schimbare de produs, materiale etc.), a consumului de energie, a calității ambalajelor rezultate, a calificărilor (pentru produse alimentare, produse farmaceutice etc.), a randamentului, a eficienței, a productivității și a ergonomiei, cel puțin. 

Mașinile de ambalat pot fi de următoarele tipuri generale:
- Codificarea automată a etichetei și verificarea datei
- Mașini de ambalat in blistere, piele și sub vid
- Mașini de capsulat, supra-capsulat, acoperit, închis, cusut și sigilat
- Mașini de cartonat
- Mașini de format, ambalat, despachetat, închis și sigilat cutii și tăvițe
- Mașini de cântărit
- Mașini de curățare, sterilizare, răcire și uscare
- Conveioare de transport și de acumulare
- Echipamente de alimentare, orientare și poziționare
- Mașini de umplere pentru produse lichide și sub formă de pulbere
- Mașini de umplere și închidere a ambalajelor
- Mașini de formare, umplere și etanșare
- Mașini de inspectat, detectat și cântărit
- Mașini de paletizat, depaletizat și ambalare paleți
- Mașini de etichetat, marcat și alte mașini de identificare a produselor
- Mașini de înfoliat
- Mașini de conversie

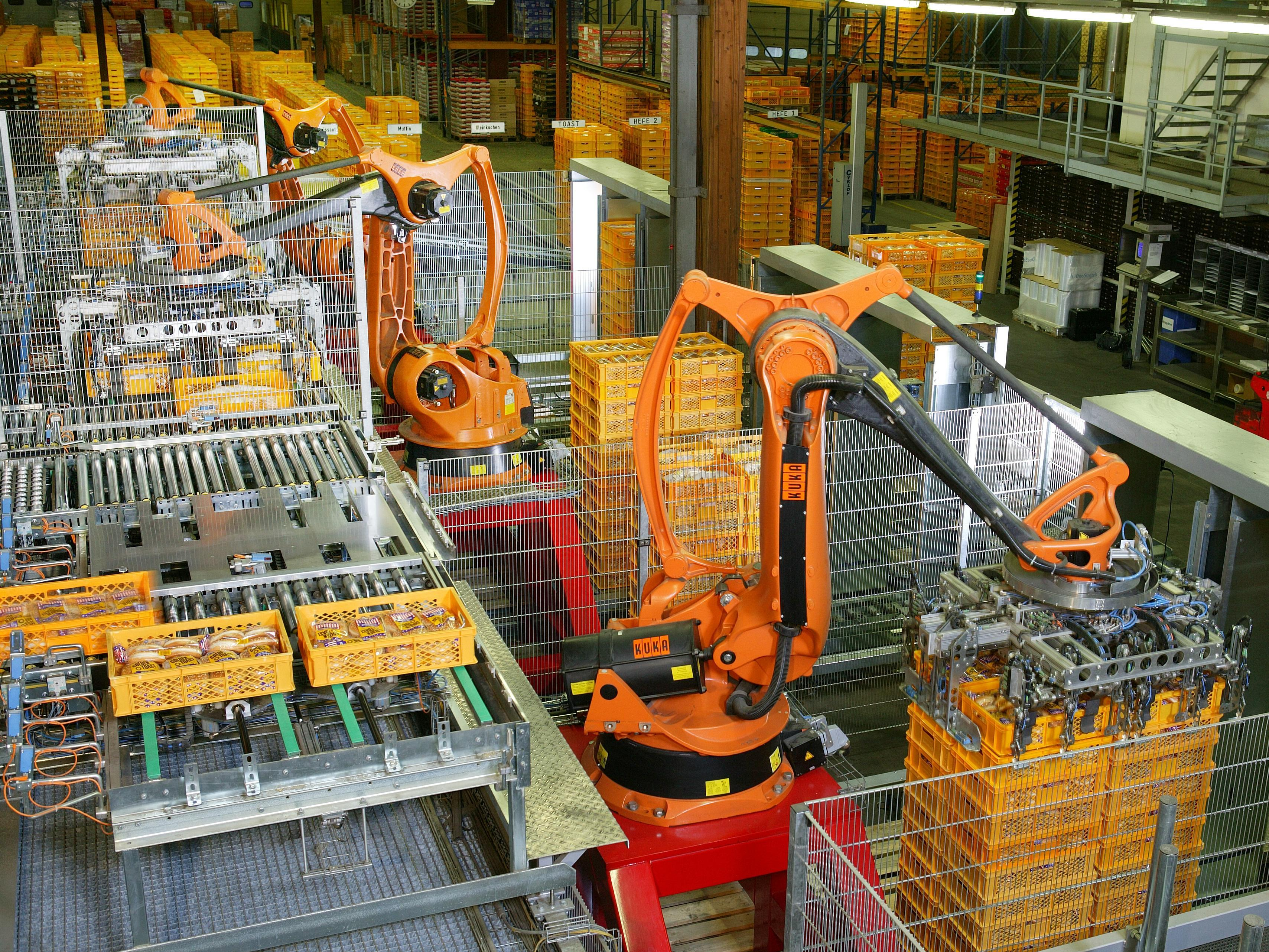
Paletizatorautomat de pâine cu roboți industrialiKUKA
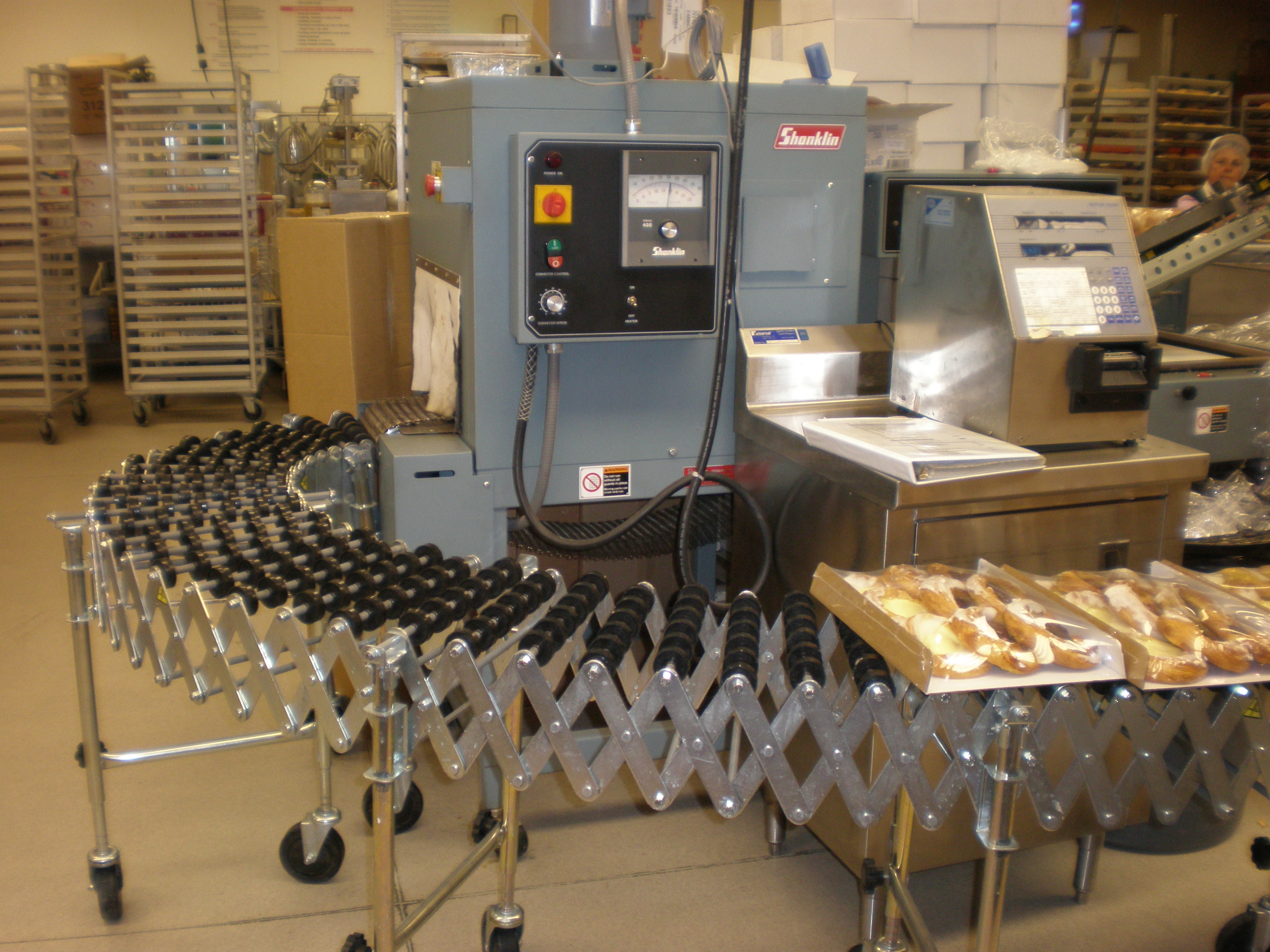
Tăvi de ambalare cu folie termocontractibilă a produselor de panificație
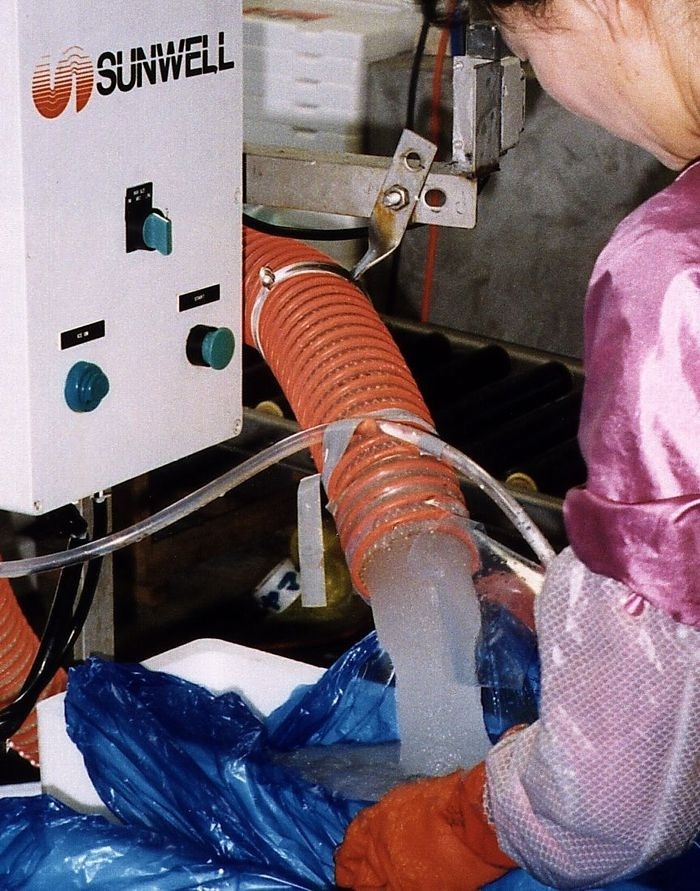
Pomparea cu gheață pe pește proaspăt
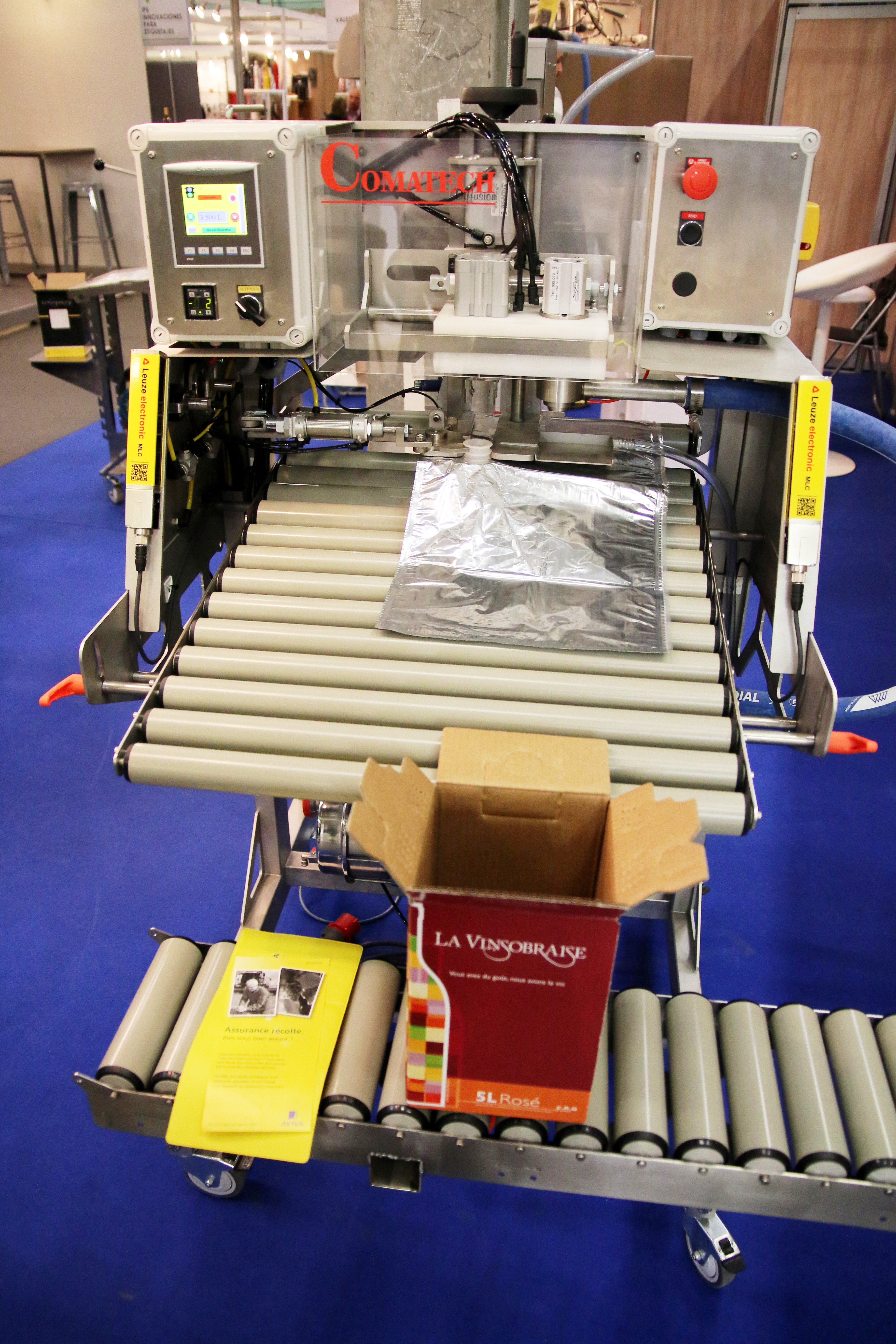
Mașini de umplere pentru cutii bag-in-box

## Reducerea ambalării produselor alimentare
Ambalajele reduse și ambalajele durabile devin din ce în ce mai frecvente, deși supraambalarea excesivă este încă obișnuită. Motivațiile pot fi reglementările guvernamentale, presiunea consumatorilor, presiunea comercianților cu amănuntul și controlul costurilor. Ambalajele reduse  reduc adesea costurile de ambalare. În Marea Britanie, un sondaj al unei Asociații a Autorităților Locale , realizat de Biroul Britanic de Cercetare a Pieței, a comparat o serie de puncte de vânzare pentru a cumpăra 29 de produse alimentare obișnuite și a constatat că micii comercianți cu amănuntul locali și comercianții de pe piață „au produs mai puține ambalaje și mai multe care ar putea fi reciclate decât supermarketurile  mai mari” 

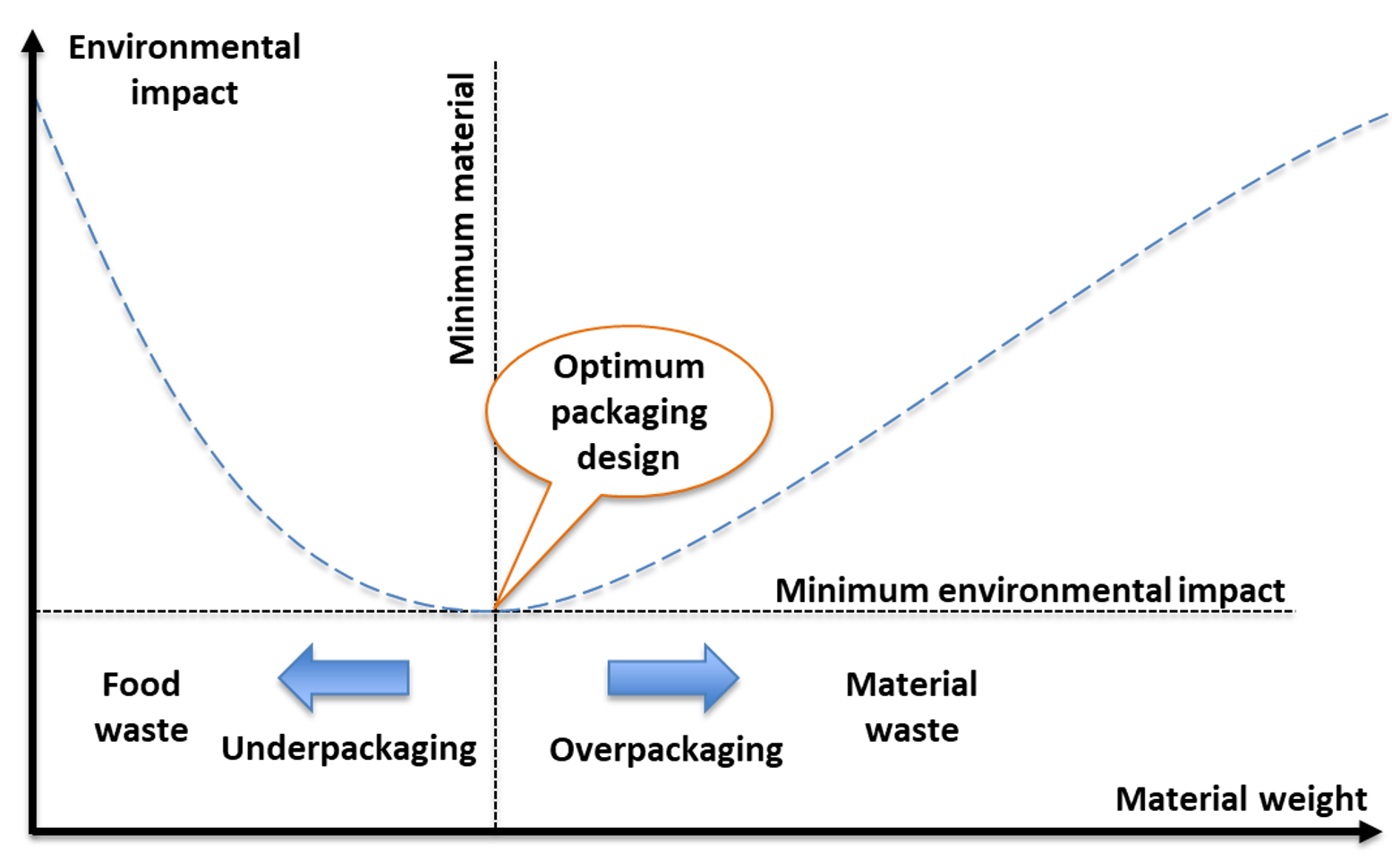
Diagrama de proiectare optimă a ambalajului

În ultimele decenii, cererea tot mai mare din partea consumatorilor și a guvernelor pentru un design mai durabil și mai ecologic al ambalajelor a determinat industria alimentară să reproiecteze și să propună soluții alternative de ambalare.  Cu toate acestea, în proiectarea unui nou sistem de ambalare, trebuie luate în considerare mai multe variabile. După cum se arată în diagrama de proiectare optimă a ambalajului, un design ideal al ambalajului ar trebui să utilizeze doar cantitatea potrivită de materiale adecvate pentru a oferi performanța dorită pentru un anumit produs.  

Ambalarea alimentelor este adesea necesară sau chiar esențială pentru protejarea alimentelor, pentru menținerea siguranței acestora și, astfel, pentru prevenirea pierderilor substanțiale de alimente. Cu toate acestea, în prezent, ambalarea alimentelor este puternic asociată atât cu riscurile pentru mediu, cât și cu riscurile pentru sănătatea consumatorilor. Pentru a ajuta profesioniștii din domeniul ambalajelor să facă față acestei provocări, în 2017, 11 parteneri europeni au creat o platformă pentru ambalarea responsabilă a alimentelor (FitNESS Food Packaging)  , pentru a oferi cursuri de formare atât generale, cât și aprofundate privind proiectarea în mod responsabil a ambalajelor pentru alimente.  Dezvoltată cu finanțare din programul Erasmus+ al Uniunii Europene, această platformă include învățarea optimizării multor criterii uneori contradictorii în toate aspectele ambalajelor alimentare, de la producția și utilizarea acestora până la reutilizarea, reciclarea și eliminarea lor. 
1. 1 2  Marsh, Kenneth; Bugusu, Betty (aprilie 2007). „Food Packaging?Roles, Materials, and Environmental Issues”. Journal of Food Science. 72 (3): R39–R55. doi:10.1111/j.1750-3841.2007.00301.x. PMID 17995809.
2. ↑  Licciardello, Fabio (4 mai 2017). „Packaging, blessing in disguise. Review on its diverse contribution to food sustainability”. Trends in Food Science & Technology. 65 (65): 32–39. doi:10.1016/J.TIFS.2017.05.003.
3. ↑  „A Brief History of Packaging”. ufdc.ufl.edu. Accesat în 22 mai 2019.
4. 1 2 3 4  Gordon L. Robertson. „Food Packaging: Principles and Practice”. Taylor & Francis[*] (în engleză) (ed. 3rd). doi:10.1201/B21347. OL 28758289M. Wikidata Q112797468.
5. ↑  Francis, Frederick John (2000). Encyclopedia of food science and technology (ed. 2nd.). New York: Wiley. ISBN 0471192856. OCLC 41143092.
6. ↑  Bi, Liu Ju (iunie 2012). „Research on Corrugated Cardboard and its Application”. Advanced Materials Research. 535-537: 2171–2176. doi:10.4028/www.scientific.net/AMR.535-537.2171. ISSN 1662-8985.
7. ↑  Hine, Thomas, 1947- (1995). The total package : the evolution and secret meanings of boxes, bottles, cans, and tubes (ed. 1st). Boston: Little, Brown. ISBN 0316364800. OCLC 31288019.
8. ↑  Opie, Robert, 1947- (1989). Packaging source book. Macdonald Orbis. ISBN 0356176657. OCLC 19776457.
9. ↑  Arvanitoyannis, IS (2005). „Food packaging technology. Edited by R Coles, D McDowell and MJ Kirwan. Blackwell Publishing, CRC Press, Oxford, 2003. 346 pp ISBN 0-8493-9788-X”. Journal of the Science of Food and Agriculture. 85 (6): 1072. Bibcode:2005JSFA...85.1072A. doi:10.1002/jsfa.2089. ISSN 0022-5142.
10. ↑  Arvanitoyannis, Is (30 aprilie 2005). „Food packaging technology. Edited by R Coles, D McDowell and MJ Kirwan. Blackwell Publishing, CRC Press, Oxford, 2003. 346 pp ISBN 0-849-39788-X”. Journal of the Science of Food and Agriculture. 85 (6): 1072. Bibcode:2005JSFA...85.1072A. doi:10.1002/jsfa.2089. ISSN 0022-5142.
11. ↑  Risch, Sara J. (23 septembrie 2009). „Food Packaging History and Innovations”. Journal of Agricultural and Food Chemistry. 57 (18): 8089–8092. doi:10.1021/jf900040r. ISSN 0021-8561. PMID 19719135.
12. ↑  Bix, L; Nora Rifon; Hugh Lockhart; Javier de la Fuente (2003). The Packaging Matrix: Linking Package Design Criteria to the Marketing Mix (PDF). IDS Packaging. Arhivat din original (PDF) la 17 decembrie 2008. Accesat în 11 decembrie 2008.
13. ↑  Marsh, K (2007). „Food Packaging—Roles, Materials, and Environmental Issues”. Journal of Food Science. 72 (3): 39–54. doi:10.1111/j.1750-3841.2007.00301.x. PMID 17995809. Arhivat din original (PDF) la 3 noiembrie 2021. Accesat în 21 septembrie 2018.
14. ↑  „Importance of Product Packaging in Marketing”.
15. ↑  Shaw, Randy (16 februarie 2013). „Food Packaging: 9 Types and Differences Explained”. Assemblies Unlimited. Accesat în 19 iunie 2015.
16. 1 2  Gordon L. Robertson (ed.). „Food Packaging and Shelf Life: A Practical Guide”. Taylor & Francis[*] (în engleză). doi:10.1201/9781420078459. OL 11817466M. Wikidata Q112814045.
17. ↑  Khan, Amaltas; Tandon, Puneet (2017). „Closing the Loop: 'Systems Perspective' for the Design of Food Packaging to Facilitate Material Recovery”. Research into Design for Communities, Volume 2. Smart Innovation, Systems and Technologies. 66. pp. 349–359. doi:10.1007/978-981-10-3521-0_30. ISBN 978-981-10-3520-3.
18. ↑  Claudio, Luz (2012). „Our Food: Packaging & Public Health”. Environmental Health Perspectives. 120 (6): A232–A237. doi:10.1289/ehp.120-a232. JSTOR 41549064. PMC 3385451 . PMID 22659036.
19. ↑  „Farmer markets better at reducing waste”.
20. ↑  Alizadeh-Sani, Mahmood; Mohammadian, Esmail; McClements, David Julian (august 2020). „Eco-friendly active packaging consisting of nanostructured biopolymer matrix reinforced with TiO2 and essential oil: Application for preservation of refrigerated meat”. Food Chemistry. 322: 126782. doi:10.1016/J.FOODCHEM.2020.126782. PMID 32305879.
21. ↑  Pereira, L.; Mafalda, R.; Marconcini, J. M.; Mantovani, G. L. (2015). „The Use of Sugarcane Bagasse-Based Green Materials for Sustainable Packaging Design”. ICoRD'15 – Research into Design Across Boundaries Volume 2. Smart Innovation, Systems and Technologies. 35. pp. 113–123. doi:10.1007/978-81-322-2229-3_10. ISBN 978-81-322-2228-6.
22. ↑  Mahalik, Nitaigour P.; Nambiar, Arun N. (martie 2010). „Trends in food packaging and manufacturing systems and technology”. Trends in Food Science & Technology. 21 (3): 117–128. doi:10.1016/j.tifs.2009.12.006.
23. ↑  „About the FitNESS Project”. fitness-foodpackaging.com.
24. 1 2  „Food PackagIng open courseware for higher Education and Staff of companieS 2.0”. europa.eu. 2021.